# Every Time I Die
Gli Every Time I Die sono stati un gruppo musicale statunitense formatosi nel 1998 a Buffalo, New York, e scioltosi nel 2022. Il loro stile musicale, pur radicato nell'hardcore punk e nel metalcore, mostrava forti influenze southern rock.

## Storia del gruppo
Dopo aver pubblicato i primi 4 album di inediti con la Ferret Music, la formazione ha annunciato il 14 luglio 2008 la fine del contratto con l'etichetta e l'inizio di una collaborazione con la Epitaph Records. Il loro quinto album in studio, New Junk Aesthetic, è stato il primo a essere pubblicato, il 15 settembre 2009, con l'etichetta di Hollywood. Il 6 marzo 2012 esce il loro sesto album Ex Lives, mentre il 1º luglio 2014 pubblicano il settimo album From Parts Unknown, seguito da Low Teens nel 2017. Dopo l'uscita del loro nono album di inediti intitolato Radical, il cantante Keith Buckley decide di lasciare momentaneamente la band per motivi personali. Dopo la cancellazione di alcuni concerti e di un intero tour nel Regno Unito a causa dell'epidemia di COVID-19, i restanti componenti del gruppo hanno dichiarato lo scioglimento ufficiale degli Every Time I Die, dichiarando che non vi è stata alcuna comunicazione ufficiale da parte di Buckley riguardo alla sua volontà di tornare a far parte della formazione, e che non vi è nessuna intenzione da parte loro di trovare un nuovo cantante.

## Formazione

### Formazione attuale
- Keith Buckley – voce (1998-2022)
- Jordan Buckley – chitarra (1998-2022)
- Andy Williams – chitarra (1998-2022)
- Stephen Micciche – basso (2001-2005, 2011-2022)
- Clayton Holyoak - batteria, percussioni (2017-2022)[6]

### Ex componenti
- Sean Hughes – batteria, percussioni (1998)
- John McCarthy – basso (1998-1999)
- Aaron Ratajczak – basso (1999-2003)
- T. Colin Dunlevy – basso (2003-2005)
- Chris Byrnes – basso (2005)
- Josh Newton – basso (2007-2011)
- Mike "Ratboy" Novak – batteria (1998-2009)
- Kevin Falk – basso (2005-2006)
- Ryan ‘Legs’ Leger – batteria (2009-2015)
- Daniel Davison – batteria (2015-2017)[6][7]

## Discografia

### Album in studio
- 2001 - Last Night in Town
- 2003 - Hot Damn!
- 2005 - Gutter Phenomenon
- 2007 - The Big Dirty
- 2009 - New Junk Aestethic
- 2012 - Ex Lives
- 2014 - From Parts Unknown
- 2016 - Low Teens
- 2021 - Radical

### EP
- 1999 – Demo Tape
- 2000 – Burial Plot Bidding War

## Videografia
- 2003 – At Home With Every Time I Die (pubblicato con Hot Damn!)
- 2006 – Shit Happens
- 2007 – The Dudes and Don'ts of Recording
- 2009 – Party Pooper